# Jay O. Sanders

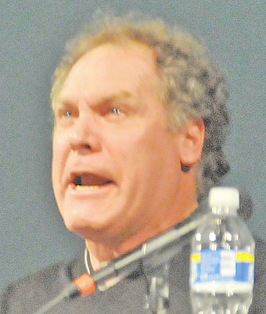
Jay O. Sanders

Jay Olcutt Sanders (* 16. April 1953 in Austin, Texas) ist ein US-amerikanischer Schauspieler.

## Leben
Jay O. Sanders wurde als Sohn von Phyllis Rae und James Olcutt Sanders geboren. Er hat einen Bruder namens Fred, der ebenfalls Schauspieler ist und zwei Schwestern namens Marta und Elizabeth, die beide Sängerinnen sind.
2011 erhielt er in der 10. Staffel der Fernsehserie Criminal Intent die Hauptrolle des Capt. William Hannah. Bereits 2001 hatte er in der Serie in einer Folge eine andere Rolle übernommen.
Sanders ist seit 1991 mit Schauspielkollegin Maryann Plunkett verheiratet und hat mit ihr einen Sohn (* 1994).

## Filmografie (Auswahl)
- 1979: Auf ein Neues (Starting Over)
- 1983: After MASH
- 1983: Cross Creek
- 1987: Die Galgenvögel (The Misfit Brigade)
- 1988: Der Prinz von Pennsylvania (The Prince of Pennsylvania)
- 1988: Tucker (Tucker: The Man and His Dream)
- 1989: Glory
- 1990: Mr. Destiny
- 1990–1991: Roseanne (Fernsehserie, 2 Folgen)
- 1991: JFK – Tatort Dallas (JFK)
- 1993: Mein Freund, der Zombie (My Boyfriend's Back)
- 1994: Angels – Engel gibt es wirklich! (Angels in the Outfield)
- 1994: Land der verlorenen Kinder (Nobody’s Children, Fernsehfilm)
- 1995: The Big Green – Ein unschlagbares Team (The Big Green)
- 1995: Kiss of Death
- 1995: Outer Limits – Die unbekannte Dimension (The Outer Limits, Fernsehserie, Folge 1x15)
- 1995: Three Wishes – Das Geheimnis der drei Wünsche (Three Wishes)
- 1996: Daylight
- 1997: Zum Teufel mit den Millionen (For Richer or Poorer)
- 1997: … denn zum Küssen sind sie da (Kiss the Girls)
- 1998: Immer noch ein seltsames Paar (The Odd Couple II)
- 1999: Tumbleweeds
- 1999: Music of the Heart
- 1999: Reiter auf verbrannter Erde (The Jack Bull)
- 2001: Criminal Intent (Fernsehserie, Gastauftritt 1 Folge)
- 2001: Im Netz der Spinne (Along Came a Spider)
- 2003: Sniper – Der Heckenschütze von Washington (D.C. Sniper: 23 Days of Fear)
- 2004: The Day After Tomorrow
- 2006: Half Nelson
- 2006: Blind Wedding – Hilfe, sie hat ja gesagt (Wedding Daze)
- 2008: Zeiten des Aufruhrs (Revolutionary Road)
- 2010: Auftrag Rache (Edge of Darkness)
- 2011: Criminal Intent (Fernsehserie, 8 Folgen)
- 2011: Green Lantern
- 2014: True Detective (Fernsehserie, 2 Folgen)
- 2014: Person of Interest (Fernsehserie, 9 Folgen)
- 2015–2016: Blindspot (Fernsehserie, 10 Folgen)
- 2017–2019: Sneaky Pete (Fernsehserie, 15 Folgen)
- 2018: The Sinner (Fernsehserie, 7 Folgen)
- 2020: Manhunt (Fernsehserie, 7 Folgen)
- 2022: When You Finish Saving the World
- 2023: Drei Töchter (His Three Daughters)